# George e Mildred
George e Mildred (George & Mildred) è una serie televisiva di produzione britannica del 1976, fortunato spin-off di un'altra popolare sit-com: Un uomo in casa.
Ne furono prodotti 38 episodi in 5 stagioni.
Nel 1977 andò in scena un adattamento teatrale della serie; da questo nacque anche una versione americana, I Roper (a sua volta spin-off di Tre cuori in affitto, versione statunitense di Un uomo in casa).
Nel 1980 venne prodotto il film per la TV George e Mildred, trasmesso in Italia il 1º gennaio 1983.
Pochi mesi dopo l'uscita del film, nell'agosto 1980, la protagonista Yootha Joyce morì a causa di una grave forma di epatite, contratta in seguito all'abuso di alcol. La serie si interruppe mentre erano in corso i preparativi per una sesta stagione.
La Rai acquistò i diritti e trasmise gli episodi alla fine degli anni settanta, per riproporli anche negli anni ottanta. Dopo alcune repliche mandate in onda in orario notturno da Canale 5, furono soltanto il canale satellitare Jimmy e la rete TSI a mandare in onda le avventure della coppia britannica; nel 2018 la serie è stata ritrasmessa da Zelig TV.
Da segnalare il doppiaggio italiano di George e Mildred, con le voci di Gianfranco Bellini e Anna Miserocchi, quest'ultima abile nel rappresentare il frequente intercalare "Oh, George!" con il quale Mildred era solita riprendere suo marito alla prima occasione di disappunto.

## Trama
Brian Murphy e Yootha Joyce interpretano rispettivamente George Roper e sua moglie Mildred; lui è l'incarnazione della pigrizia e della taccagneria; eternamente disoccupato, trascorre le giornate in poltrona, a leggere il giornale e a guardare le partite in tv, e, almeno un paio di volte al giorno, si reca nel pub dietro casa a bere un goccio di brandy.
Mildred si sforza di entrare nell'élite delle donne "in" del quartiere, indossando goffi abiti e gioielli vistosi nonché falsi. Vorrebbe vedere il marito più socievole e più attivo... soprattutto dal punto di vista sessuale. Sposati da 25 anni nonostante tutto, le loro giornate si dipanano tra continui scambi di battute pungenti e sarcastiche. Hanno come vicini i coniugi Fourmile, giovane coppia con un figlio in tenera età. Jeffrey, il capofamiglia, è un agente immobiliare, terribilmente snob e conservatore; ama frequentare persone di un certo rango, categoria nella quale non sono compresi i Roper. Nel tempo imparerà a tollerare le visite casalinghe di Mildred, mentre non riuscirà mai a sopportare la rozzezza di George. La moglie Ann, di tutt'altri interessi, invece diviene amica di Mildred e riuscirà ad accettare il difficile carattere di George.
Di tanto in tanto i Roper ricevono le sgradite visite della sorella di lei e del marito, entrambi ricchissimi, e ostentatori di abiti e gioielli costosi. Le due sorelle si stuzzicano ogni volta, mentre i rispettivi mariti tendono invece quasi a ignorarsi, a parte qualche bicchiere di liquore che il cognato chiede a George, il quale non esita a servire sempre quello di qualità più scadente.

## Personaggi e interpreti

### Personaggi principali
- Mildred Roper (stagioni 1-5), interpretata da Yootha Joyce.
- George Roper (stagioni 1-5), interpretato da Brian Murphy.
- Jeffrey Fourmile (stagioni 1-5), interpretato da Norman Eshley.
- Ann Fourmile (stagioni 1-5), interpretata da Sheila Fearn.
- Tristram Fourmile (stagioni 1-5), interpretato da Nicholas Bond-Owen.

### Personaggi secondari
- Ethel (stagioni 1-5), interpretata da Avril Elgar.
- Humphrey (stagioni 1-5), interpretato da Reginald Marsh.
- Jerry (stagioni 1-5), interpretato da Roy Kinnear.
- Mr. Clayton (stagioni 1-5), interpretato da Norman Mitchell.
- Madre (stagioni 1-5), interpretata da Gretchen Franklin.
- Frank (stagioni 1-5), interpretato da Harry Littlewood.
- Baby Tarquin (stagioni 4-5), interpretato da Simon Lloyd.

## Episodi
| Stagione         | Episodi | Prima TV originale | Prima TV Italia  |
| ---------------- | ------- | ------------------ | ---------------- |
| Prima stagione   | 10      | 1976               | 1979, 1981       |
| Seconda stagione | 7       | 1977               | 1979, 1980, 1981 |
| Terza stagione   | 6       | 1978               | 1979             |
| Quarta stagione  | 7       | 1978               | 1979, 1981       |
| Quinta stagione  | 8       | 1979               | 1981             |

## Sigla italiana
La sigla italiana dal titolo George & Mildred, era interpretata dal duo Gin & Tonic.

## Curiosità
- George e Mildred sono i nomi di due cubetti di ghiaccio del videogioco Banjo-Tooie
- George e Mildred sono anche una coppia di astronauti immaginari utilizzati in molti libri di divulgazione scientifica, tra cui L'universo elegante di Brian Greene, in esempi atti a spiegare alcuni paradossi della teoria della relatività o della meccanica quantistica.